# Liste von Persönlichkeiten der Stadt Ogden

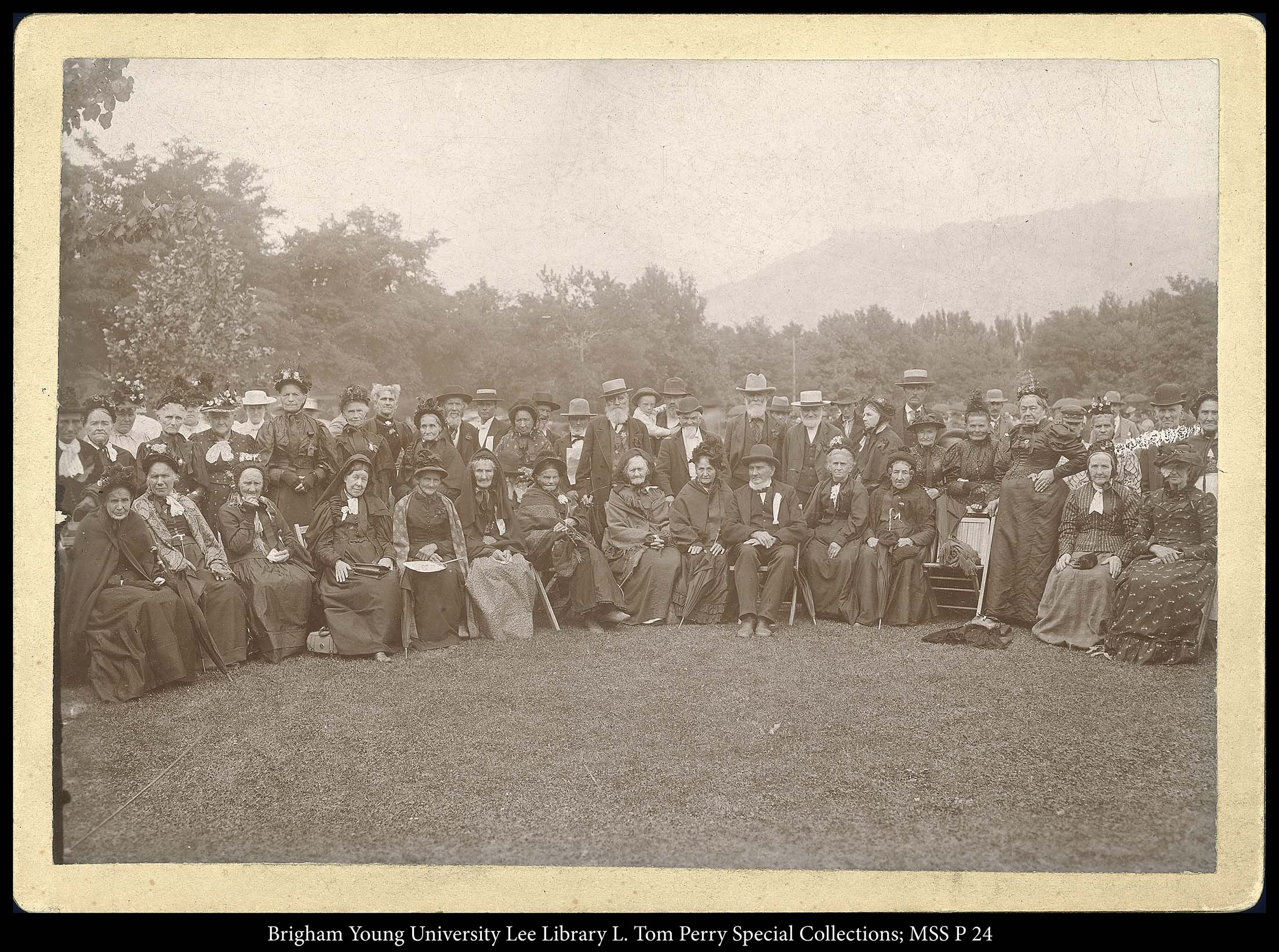
Foto der über 89-Jährigen in Ogden, Utah, 1896

In dieser Liste werden Persönlichkeiten mit Bezug zur Stadt Ogden in Utah in den USA aufgeführt.

## Persönlichkeiten

### Söhne und Töchter der Stadt

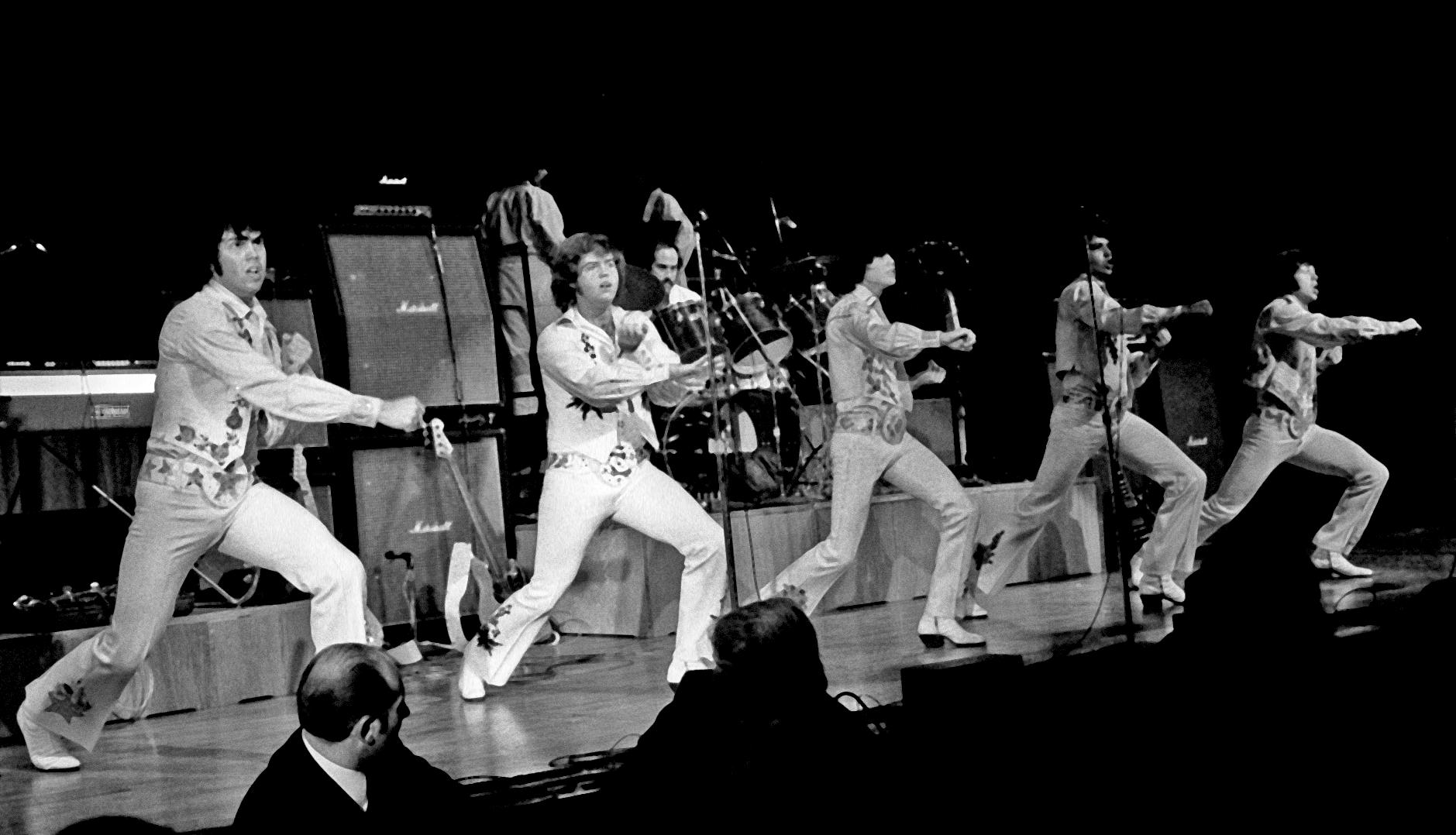
Die Osmonds mit ihrer Bühnenshow Kung Fu Fighting

Mit der Eisenbahnepoche sind zahlreiche Persönlichkeiten der Junction-City Ogden verbunden: Unternehmer wie David Eccles und die Wattis-Brüder, aber auch Hollywood-Schauspieler wie Robert Walker, Moroni Olsen und Gedde Watanabe. Ogden ist der Herkunftsort der Osmonds, einer Teenie-Band der 1970er-Jahre, deren Familienmitglieder – Merrill, Donny, Marie – die Stadt überregional bekannt machten.
Aus der Stadt gingen einige Gouverneure und Vizegouverneure des Bundesstaates Utah hervor: So war von 1941 bis 1949 der demokratische Politiker Herbert B. Maw (1893–1990) Gouverneur, von 2009 bis 2013 war Greg Bell (* 1948) Vizegouverneur und von 1993 bis 2003 war die republikanische Politikerin Olene S. Walker (1930–2015) Vizegouverneur sowie von 2003 bis 2005 Gouverneurin des Bundesstaates Utah.
Auch einige Vertreter des Repräsentantenhauses der Vereinigten Staaten wurden in Ogden geboren: So hatte Frederick C. Loofbourow (1874–1949), Republikaner einen Sitz im 71. und 72. Kongress. Weiterhin vertrat von 1961 bis 1963 der demokratische Politiker M. Blaine Peterson (1906–1985) den ersten Wahlbezirk des Bundesstaates Utah im US-Repräsentantenhaus. Im Anschluss vertrat von 1963 bis 1971 der republikanische Politiker Laurence J. Burton (1926–2002) den ersten Wahlbezirk des Bundesstaates Utah im US-Repräsentantenhaus. Daran schließend vertrat von 1971 bis 1981 der demokratische Politiker K. Gunn McKay (1925–2000) den ersten Wahlbezirk des Bundesstaates Utah im US-Repräsentantenhaus. Seit 2017 vertritt der republikanische Politiker John R. Curtis (* 1960) den Bundesstaat Utah im US-Repräsentantenhaus. Der in Ogden geborene demokratische Politiker Richard H. Stallings (* 1940) vertrat von 1985 bis 1993 den zweiten Wahlbezirk des nördlich benachbarten Bundesstaates Idaho im US-Repräsentantenhaus.

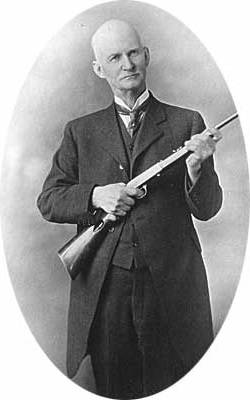
John Browning

Die folgende Liste zeigt weitere in Ogden geborene Persönlichkeiten:
- Nolan D. Archibald (* 1943), CEO von Black & Decker
- Hal Ashby (1929–1988), Filmregisseur
- Rodney Bagley (1934–2023), Ingenieur
- Tanoka Beard (* 1971), Basketballspieler
- Wade Bell (1945–2024), Mittelstreckenläufer
- David Belnap (1922–2009), Journalist
- Solon Borglum (1868–1922), Bildhauer
- Cynthia Brimhall (* 1964), Schauspielerin, Sängerin und Playmate
- John M. Browning (1855–1926), Waffenhersteller
- Val A. Browning (1895–1994), Waffenhersteller
- Eveline Burgess (1856–1936), amerikanische Schachmeisterin der Frauen (1907–1920)
- R. D. Call (1950–2020), Schauspieler
- Tom Chambers (* 1959), Basketballspieler
- Leslie James „Les“ Clark (1907–1979), Animator der Walt Disney Company
- James Cruze (1884–1942), Schauspieler und Filmregisseur
- Jon Folkman (1938–1969), Mathematiker
- Byron Foulger (1899–1970), Schauspieler
- Dave Goode, Gründer (1975) des Skizubehörherstellers GOODE Ski Technologies
- Tracy Hall (1919–2008), Chemiker, der als einer der ersten synthetische Diamanten herstellte
- Brenn Hill (* 1976), Country und Western-Singer-Songwriter
- Thomas Little (1886–1985), Szenenbildner
- Jeff Lowe (1950–2018), Alpinist, über 1000 Erstbesteigungen (Rocky Mountains, Alpen, Himalaya)
- John Willard Marriott (1900–1985), Geschäftsmann und Gründer von Marriott International
- Rodger Maus (1932–2017), Szenenbildner und Artdirector
- William Charles McNulty (1884–1963), Maler, Grafiker, Illustrator und Kunstpädagoge
- Blake Moore (* 1980), Abgeordneter seines Heimatstaates im Repräsentantenhaus der Vereinigten Staaten
- Red Nichols (1905–1965), Jazzmusiker, Kornettist und Trompeter u. a. bei The Syncopating Five
- Raymond Noorda (1924–2006), Geschäftsmann, CEO von Novell
- William W. Norton (1925–2010), Drehbuchautor
- Blaine Nye (* 1946), American-Football-Spieler, Unternehmer
- Moroni Olsen (1889–1954), Schauspieler
- T. Earl Pardoe (1885–1971), Theaterdramatiker
- Robert W. Parry (1917–2006), Chemiker
- James W. Payne (1929–1992), Artdirector und Szenenbildner, Oscar-Gewinner  bestes Szenenbild
- Nathan Roberts (* 1982), Freestyle-Skier, 2005 Moguls-Weltmeister
- Byron Scott (* 1961), Basketballtrainer und -spieler
- Brent Scowcroft (1925–2020), Militärassistent Richard Nixons, Sicherheitsberater von Gerald Ford und George Bush sen.
- Stanley Smith Stevens (1906–1973), Psychologe, gründete das Harvard's Psycho-Acoustic Laboratory
- Minerva Teichert (1888–1976), amerikanische Malerin
- John H. Vandenberg (1904–1992), 9. Presiding Bishop der LDS-Kirche
- George Edward Wahlen (1924–2009), Major der US-Armee, Träger der Medal of Honor
- Gedde Watanabe (* 1955), Schauspieler japanischer Herkunft
- Randy Watt, Oberst der Utah Army National Guard und der 19. Special Forces Group

### Persönlichkeiten, die in der Stadt gewirkt haben
Der 1919 in Texas geborene Jazz-Musiker Joe McQueen strandete 1945 in Ogden, als sein Tourmanager die Gelder der Bandkasse in Las Vegas als Spieleinsätze verlor. McQueen hat mit vielen Jazz-Musikern gespielt, die während ihrer Touren in Utah stoppten, wie Charlie Parker, Chet Baker, Paul Gonsalves, Lester Young, Count Basie, Duke Ellington und Dizzy Gillespie. Auch mit 100 Jahren gibt er noch Konzerte. Ihm zu Ehren ernannte der Gouverneur von Utah im Jahr 2002 den 18. April zum Joe McQueen day.
- Jonathan Browning (1805–1879), Waffenschmied
- Nolan Bushnell (* 1943), der Gründer von Atari, war eine Zeitlang in Ogden tätig
- Henry Van Brunt (1832–1903), ein Architekt, der den Bahnhof für die Union Pacific Railroad in Ogden erbaute
- Simon Bamberger (1846–1926), Politiker, betrieb ein Hotel in Ogden, erster Nicht-Mormone, der in Utah Gouverneur wurde
- Edwin R. Ridgely (1844–1927), Politiker, lebte von 1889 bis 1893 in Ogden
- William Wadsworth Hodkinson (1881–1971), eröffnete 1907 in Ogden seinen ersten Filmverleih
- Douglas R. Stringfellow (1922–1966), Politiker vertrat 1953–1955 den ersten Wahlbezirk des Bundesstaates Utah im US-Repräsentantenhaus
- Anna Belle Weakley (1922–2008), führte als Frau den Porters and Waiters Club und wurde als „Queen of 25th Street“ bezeichnet[3]

### Persönlichkeiten, die in Ogden gestorben sind
Der Kongressabgeordnete Stephen Baker (1819–1875) verstarb am 9. Juni 1875 auf dem Weg nach Kalifornien im Zug bei Ogden, während einer Reise, die er aus gesundheitlichen Gründen machte. Sein Leichnam wurde dann auf den Rural Cemetery in Poughkeepsie beigesetzt.
Auf einer seiner Vortragsreisen erlitt der dänische Schriftsteller und Journalist Herman Bang (1857–1912) im Zug von New York City nach San Francisco einen Schlaganfall und starb in der Klinik von Ogden; sein Körper wurde überführt und auf dem Vestre Kirkegård in Kopenhagen begraben.
Der Chemieingenieur Fred C. Koch starb 1967 auf der Jagd am Bear River nahe Ogden an einem Herzinfarkt. Zu diesem Zeitpunkt galt er als der reichste Mann in Kansas.
Die 1850 in Chicago geborene Opernsängerin Emma Abbott zog sich während einer Operntournee im Dezember 1890 in einem ungeheizten Umkleideraum in Ogden eine Erkältung zu, die zu einer Lungenentzündung führte, an der sie Anfang 1891 in Salt Lake City unerwartet im Alter von nur 40 Jahren starb.
Auch der 1890 in Provo geborene republikanische Politiker Henry Aldous Dixon, der von 1955 bis 1961 den ersten Wahlbezirk des Bundesstaates Utah im US-Repräsentantenhaus vertrat, starb 1967 in Ogden.

## Vollständige Liste der Polizeichefs von Ogden
Die lokale Polizei nahm 1855 ihre Arbeit auf.
- 1855–1859 Richard D. Sprague
- 1859–1861 Francis A. Brown
- 1861–1872 Green Taylor
- 1872–1875 James Owen
- 1875–1889 James B. Welch
- 1889–1889 T. H. Ballantyne
- 1889–1893 John W. Metcalf
- 1893–1895 William A. Brown
- 1895–1900 John E. Davenport
- 1900–1902 John Conlisk
- 1902–1912 Thomas E. Browning
- 1912–1916 William Isaac Norton
- 1916–1920 Thomas E. Browning
- 1920–1922 Johnathon Jones
- 1923–1926 Curtis Allison
- 1926–1929 Johnathon Jones
- 1929–1930 Harry S. Anderson
- 1930–1934 A.E. Wilfong
- 1934–1934 Rial C. Moore (PD & FD)
- 1934–1934 George Finn
- 1934–1934 Lavoli Hilton
- 1934–1938 Rial C. Moore
- 1938–1940 D. F. Hawkins
- 1940–1942 Charles H. Taylor
- 1942–1944 Rial C. Moore
- 1944–1945 Theodore R. Johnson
- 1946–1946 O. H. Petersen
- 1947–1948 Clifford Keeter
- 1948–1954 Ralph C. Moore
- 1954–1960 Maurice Schoof
- 1960–1963 Golden Jensen
- 1963–1963 Ray Sanders
- 1963–1963 Harry Needham
- 1963–1966 Ernest Shaw
- 1966–1976 LeRoy Jacobsen
- 1976–1991 Joe H. Ritchie
- 1991–1991 Robert G. Warren
- 1991–1994 Michael D. Empey
- 1994–1995 Arden K. Greenwood
- 1995–2012 Jon J. Greiner
- 2012–2012 Wayne Tarwater
- 2012–2017 Mike Ashment
- Seit 2017 Steven R. Watt

## Vollständige Liste der Weber County Sheriff’s von Ogden
Neben der lokalen Polizei war Ogden seit 1852 auch Sitz des Weber County Sheriff’s Office, einer Strafverfolgungsbehörde im Weber County, die eng mit dem City Marschall und den Stadt- und Landgerichten zusammenarbeitete, um die Gesetze durchzusetzen.
- 1852–1855 Benjamin F. Cummings
- 1856–1859 Henry Beckstead
- 1860 –0000 Lester J. Herrick
- 1861 –0000 L. Alvin West
- 1862–1870 Gilbert Belnap
- 1870–1883 William Brown
- 1883–1884 Thomas J. Stevens
- 1884–1894 Gilbert R. Belnap
- 1895–1896 Heber Wright
- 1899–1902 Charles E. Layne
- 1903–1906 Joseph W. Bailey
- 1908–1910 Barlow Wilson
- 1911–1913 Edward E. Harrison
- 1913–1916 Thomas A. Devine
- 1917–1920 Herpert C. Peterson
- 1921–1930 Richard D. Pincock
- 1931–1934 Amasa M. Hammon
- 1935–1937 Oscar Lowder
- 1937–1946 John R. Watson
- 1947–1954 Mac Wade
- 1955–1966 LeRoy Hadley
- 1967–1970 Wilson A. Allen
- 1971–1978 Edward Ryan
- 1978–1990 George Fisher
- 1991–1997 Craig Deardon
- 1997–2011 Brad Slater
- 2011–2019 Terry L. Thompson
- seit 2019 Ryan Arbon